# Ейкьо
Ейкьо́ (яп. 永享 — ейкьо,  "вічні підношення") — ненґо, девіз правління імператора Японії з 1429 по 1441 роки.

## Походження
Взято з класичного китайськкого твору "Хо-хан шу" (後漢書) "能立魏々之功、伝于子孫、永享無窮之祚"

## Хронологія
- 3 рік (1431) — Загибель головнокомандуючого урядовими військами Оуті Морімі у війні проти родів Сьоні і Отомо;
- 4 рік (1432)

- Відновлення дипломатичних стосунків між Китаєм і Японією. Поновлення японсько-китайської торгівлі;
- Призначення Хосокави Мотіюкі на посаду канрей;

- 5 рік (1433) — Руйнація столиці Кіото монахами сохей з монастиря Енрякудзі;
- 7 рік (1435) — Спалення монастиря Енрякудзі військами 6-го сьоґуна сьоґунат Муроматі Асікаґи Йосінорі;
- 10 рік (1438) — Початок "війни років Ейкьо". Правитель Камакури, Асікаґа Мотіудзі, організовує каральний похід проти свого канрея Уесуґі Норідзане. На бік останнього пристає центральний уряд у особі сьоґуна Асікаґа Йосінорі;
- 11 рік (1439)

- Видання  віршованої антології "Нове продовження збірки нових і старих пісень" (新続古今和歌集);
- Захоплення Камакури військами сьоґуна Асікаґи Йосінорі. Знищення Асікаґи Мотіудзі і його родичів;

- 12 рік (1440) — Початок однорічної війни Асікаґи Йосінорі проти роду Юкі.

## Порівняльна таблиця
| Роки Ейкьо              | 1    | 2    | 3    | 4    | 5    | 6    | 7    | 8    | 9    | 10   |
| Григоріанський календар | 1429 | 1430 | 1431 | 1432 | 1433 | 1434 | 1435 | 1436 | 1437 | 1438 |
| Китайський календар     | 己酉 | 庚戌 | 辛亥 | 壬子 | 癸丑 | 甲寅 | 乙卯 | 丙辰 | 丁巳 | 戊午 |
| Роки Ейкьо              | 11   | 12   | 13   |      |      |      |      |      |      |      |
| Григоріанський календар | 1439 | 1440 | 1441 |      |      |      |      |      |      |      |
| Китайський календар     | 己未 | 庚申 | 辛酉 |      |      |      |      |      |      |      |